# Killinger & Freund
Killinger & Freund is een historisch Duits merk van motorfietsen.
Killinger & Freund, München.
In 1935 begonnen vijf Duitse ingenieurs met de ontwikkeling van een motorfiets met een 600 cc driecilinder tweetaktmotor in het voorwiel. In feite waren het drie eencilindertjes die een groot tandwiel in het voorwiel aandreven. Waarschijnlijk vormde dit tandwiel het ringwiel van een planetair tandwielstelsel, dat - mits schakelbaar - de versnellingsbak vormde. Dit deed denken aan de Megola-motorfiets, die echter een stermotor in het voorwiel had. 
De ontwerpers waren Killinger en Freund. Hun machine had een bijzonder futuristisch ontwerp, voor- en achtervering, twee versnellingen en een koppeling. Er was een speciale carburateur gebruikt die geen problemen gaf met het stuiteren van het motorblok. De motortjes hadden roterende inlaten. Er werd minstens drie jaar aan het ontwerp gewerkt, maar het kwam nooit verder dan het prototype-stadium.